# 11. Armee (Wehrmacht)
La 11ª Armata (11. Armee in tedesco) fu una armata campale della Wehrmacht tedesca, attiva durante la seconda guerra mondiale principalmente sul fronte orientale. Costituita nell'ottobre 1940 a partire dalla missione militare di addestramento tedesca in Romania, la 11. Armee partecipò all'operazione Barbarossa nel giugno 1941 alle dipendenze dell'Heeresgruppe Süd nell'Ucraina meridionale.
Dopo aver occupato la Bessarabia in collaborazione con le forze rumene, l'armata, guidata dall'abile generale Erich von Manstein, ricevette la missione di conquistare la penisola di Crimea e l'importante piazzaforte sovietica di Sebastopoli. L'armata, costituita da numerose, eccellenti divisioni d'assalto, quindi dovette combattere fino a luglio 1942 in Crimea; i tedeschi strinsero d'assedio Sebastopoli e, dopo una serie di battaglie dall'esito alterno, riuscirono a occupare tutta la penisola e respingere il nemico dalla penisola di Kerč'. Dopo un primo attacco fallito, a giugno-luglio 1942, l'11. Armee, rinforzata da artiglieria pesante e squadriglie di cacciabombardieri, riuscì infine, dopo logoranti combattimenti ravvicinati che costarono pesanti perdite, a conquistate la piazzaforte di Sebastopoli.
Dopo la vittoria a Sebastopoli, Adolf Hitler aveva previsto il trasferimento del grosso dell'armata al Gruppo d'armate Nord per sferrare un attacco decisivo contro Leningrado, ma la situazione verificatasi nel settore di Stalingrado, costrinse l'alto comando tedesco a modificare i suoi piani. Alcune delle migliori divisioni vennero effettivamente trasferite a nord, ma l'armata fu ufficialmente sciolta il 21 novembre 1942 e il suo quartier generale venne impiegato per costituire il nuovo Gruppo d'armate Don che, al comando del feldmaresciallo von Manstein, venne incaricato da Hitler di soccorrere le truppe tedesche che erano state accerchiate.
Una nuova 11. Armee venne costituita nel gennaio 1945 utilizzando anche la denominazione di SS Panzer-Armeeoberkommando 11 (11ª Armata corazzata delle SS), e alle dipendenze dell'Heeresgruppe Weichsel combatté contro i sovietici nel nord della Germania prendendo parte all'operazione Solstizio nel febbraio 1945; sciolta in marzo e ricostituita ai primi di aprile, per la scarsità di truppe l'armata esistette sostanzialmente solo sulla carta prima di arrendersi agli Alleati occidentali alla fine di aprile.

## Storia

### Prima formazione

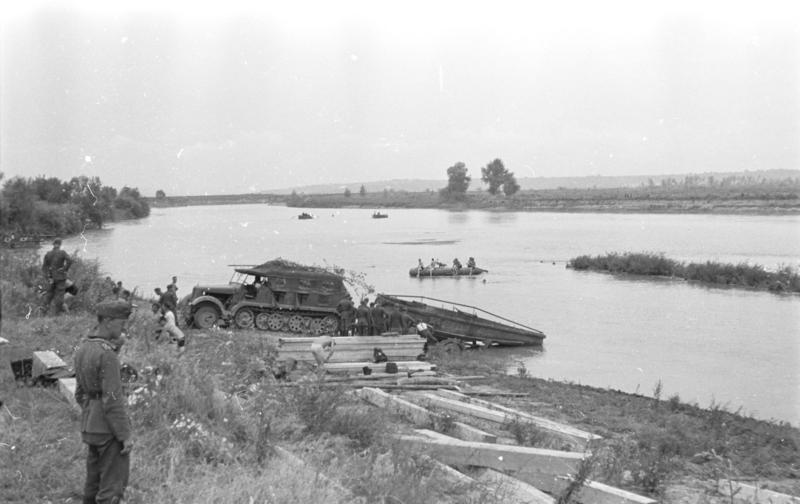
Truppe tedesche attraversano il fiume Prut durante l'operazione München

L'armata fu creata il 5 ottobre 1940 con la denominazione iniziale di "Kommandostab Leipzig" ("Kommandostab München" dal 24 aprile 1941), assumendo la sua designazione di 11. Armee solo con l'inizio dell'operazione Barbarossa il 22 giugno 1941; le strutture di base erano quelle della missione militare tedesca inviata in Romania per l'addestramento dell'esercito locale, dopo l'avvicinamento del governo di Bucarest alla Germania e l'adesione di questo al patto tripartito. Al comando del Generaloberst Eugen Ritter von Schobert, l'11. Armee fu schierata al confine sovietico-romeno lungo il fiume Prut, tra la 3ª Armata romena del generale Petre Dumitrescu a nord (subordinata alla stessa 11. Armee) e la 4ª Armata romena del generale Nicolae Ciupercă a sud; formalmente le tre unità formavano un gruppo di armate al comando del dittatore romeno Ion Antonescu, ma di fatto erano tutte subordinate all'Heeresgruppe Süd del feldmaresciallo Gerd von Rundstedt.
L'11. Armee annoverava tre corpi d'armata, il XI. Armeekorps del generale Joachim von Kortzfleisch con due divisioni di fanteria, XXX. Armeekorps del generale Hans von Salmuth con una divisione di fanteria tedesca, una divisione di fanteria e una brigata di cavalleria romena, e il LIV. Armeekorps del generale Erik Hansen con due divisioni di fanteria; la 22. Infanterie-Division era in riserva nelle retrovie dell'armata. All'11. Armee era formalmente aggregato l'Einsatzgruppe D, formazione delle SS incaricata dell'eliminazione di ebrei, zingari e quadri dirigenti del partito comunista sovietico, il quale era però del tutto autonomo nell'espletamento dei suoi compiti.

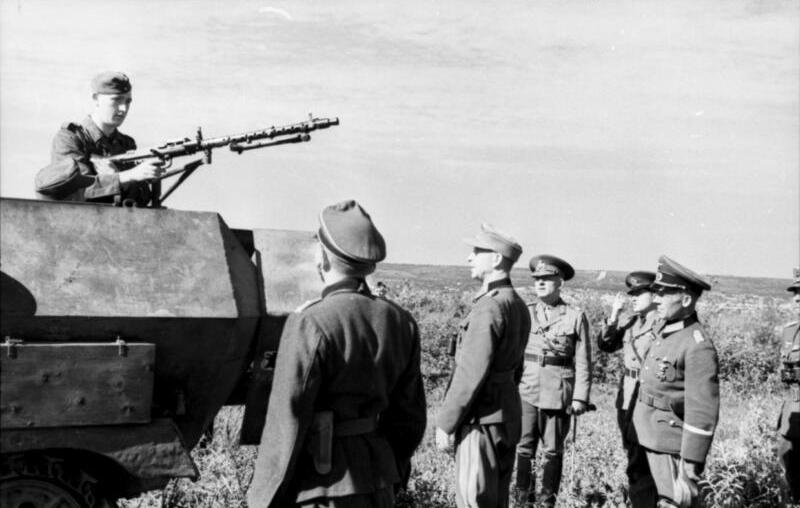
Ufficiali tedeschi e romeni dell'11. Armee a colloquio

Le forze di von Schobert mantennero inizialmente un atteggiamento strettamente difensivo, ma dopo aver creato una testa di ponte oltre il Prut il 30 giugno nei pressi di Iași passarono all'offensiva il 2 luglio seguente nel corso della cosiddetta operazione München: le unità tedesco-romene forzarono la linea del Prut ma le forze sovietiche del Fronte Meridionale del generale Ivan Vladimirovič Tjulenev opposero una dura resistenza, ritirandosi lentamente verso le rive del fiume Dnestr e non esitando a lanciare contrattacchi contro il nemico avanzante. La pessima situazione sul fronte di Mosca e di Kiev spinse l'alto comando sovietico a richiamare truppe dal settore meridionale del fronte e a ordinare a Tjulenev di abbandonare la Bessarabia: il 17 luglio il XI. Armeekorps forzò la linea del Dnestr sotto la copertura dei bombardieri della Luftwaffe, ma l'assenza di unità corazzate impedì a von Schobert di ottenere un accerchiamento dei reparti sovietici in ritirata.
Lasciata la 4ª Armata romena ad assediare Odessa le forze di von Schobert si spinsero attraverso l'Ucraina meridionale fino alle rive del Dnepr, coprendo il fianco destro dell'Heeresgruppe Süd (impegnato in una vasta battaglia di accerchiamento nei pressi di Kiev). Il 9 settembre l'11. Armee ricevette il compito di invadere e occupare la penisola di Crimea, di fondamentale importanza visto che da essa i bombardieri sovietici potevano raggiungere gli strategici campi petroliferi di Ploiești in Romania; le forze tedesche iniziarono a muoversi da una testa di ponte stabilita oltre il Dnepr presso Berislav puntando sull'istmo di Perekop, ma il 12 settembre il generale von Schobert rimase ucciso presso Nikolaev quando il suo aereo da trasporto Fieseler Fi 156 atterrò in un campo minato sovietico: il comando passò quindi al generale Erich von Manstein, reduce dal fronte di Leningrado.
Rinforzato dal XLIX Armeekorps del generale Rudolf Konrad appena arrivato dai Balcani, von Manstein iniziò il suo attacco alle forti difese sovietiche dell'istmo di Perekop il 24 settembre, riuscendo infine a spezzarle al termine di quattro giorni di duri scontri; mentre era in corso questa azione, tuttavia, il Fronte Meridionale sovietico lanciò un contrattacco contro l'ala sinistra dell'11. Armee nell'Ucraina meridionale, protetta dalla 3ª Armata romena: nel corso della cosiddetta battaglia del Mar d'Azov (26 settembre - 7 ottobre 1941), i sovietici ruppero il fronte romeno ma non furono in grado di approfittare della situazione, consentendo a von Manstein di far accorrere le riserve per tamponare la falla; muovendo da nord, il 1. Panzergruppe del generale Paul Ludwig Ewald von Kleist attaccò sul fianco le unità nemiche chiudendole in una sacca contro le rive del Mar d'Azov, distruggendo due armate sovietiche e facendo 106.000 prigionieri.

### L'assedio di Sebastopoli

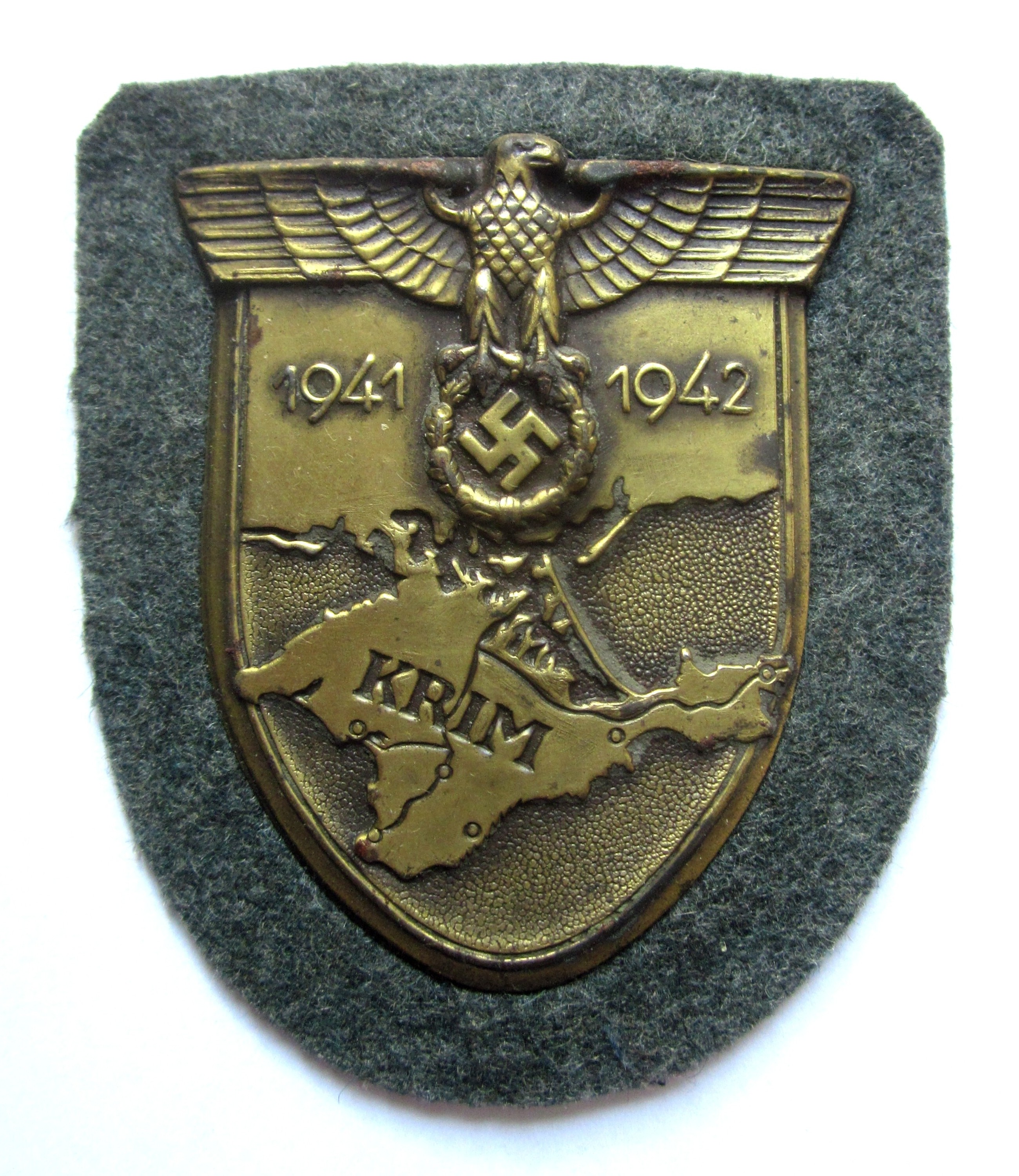
Lo "Scudo della Crimea" (Krimschild), distintivo tedesco assegnato alle unità che parteciparono all'occupazione della penisola nel 1941-1942

Von Manstein dovette cedere uno dei suoi corpi d'armata per tenere il fronte in Ucraina, rimanendo con solo sei divisioni di fanteria con cui continuare l'operazione di conquista della Crimea. I tedeschi ruppero la linea difensiva sovietica a Yšun', alla base dell'istmo di Perekop, il 26 ottobre al termine di una settimana di pesanti combattimenti: le forze sovietiche andarono in rotta, ma i tedeschi non aveva sufficienti reparti motorizzati per inseguirle e queste riuscirono infine ad attestarsi in difesa lungo le estese opere fortificate che cingevano il porto di Sebastopoli; l'11. Armee fece 100.000 prigionieri, ma un tentativo di prendere Sebastopoli con un rapido colpo di mano fallì. Le forze di von Manstein occuparono il resto della Crimea isolando la piazzafote dal lato di terra, ma non poterono impedire alla marina sovietica, padrona delle acque del Mar Nero, di far affluire rinforzi a Sebastopoli per via mare. Dopo una prima serie di attacchi tra il 10 e il 15 novembre, l'11. Armee scatenò un'offensiva su Sebastopoli il 17 dicembre riuscendo a guadagnare alcune posizioni; con la gran parte delle forze tedesche ammassata intorno alla piazzaforte, il 26 dicembre i sovietici contrattaccarono facendo sbarcare truppe a Kerč', dal lato opposto della Crimea rispetto a Sebastopoli, e il 29 dicembre seguente presero il porto di Feodosia con una nuova azione offensiva: questa minaccia alle sue retrovie obbligò von Manstein a interrompere l'assalto a Sebastopoli e a dirottare le sue forze verso est, riconquistando Feodosia il 15 gennaio 1942 e bloccando infine le truppe sovietiche all'interno della penisola di Kerč'.

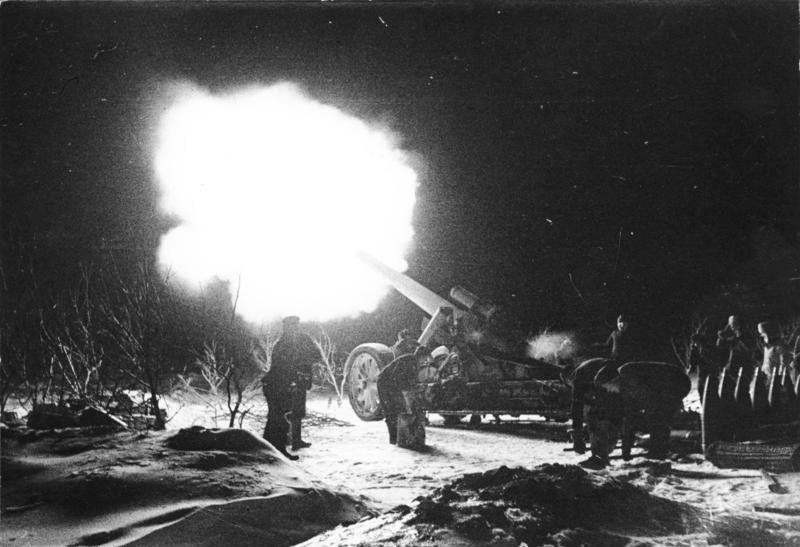
Artiglieria tedesca in azione a Sebastopoli

Le forze sovietiche a Kerč', ora riunite nel Fronte della Crimea del generale Dmitrij Timofeevič Kozlov, tentarono una serie di offensive contro il fronte dell'11. Armee in febbraio, in concomitanza con una sortita della guarnigione di Sebastopoli, ma furono bloccate dai tedeschi ed entrambe le parti si attestarono sulle loro posizioni durante il periodo del disgelo primaverile. L'occupazione di Sebastopoli era importante per assicurare il fianco dell'Heeresgruppe Süd in vista dell'imminente operazione Blu nel sud della Russia, così l'11. Armee ricevette numerosi rinforzi tedeschi e romeni per espugnare al più presto la piazzaforte; l'8 maggio 1942 von Manstein scatenò l'operazione Trappenjagd ai danni delle forze sovietiche ammassate a Kerč': i reparti tedesco-romeni ruppero la linea difensiva sovietica provocando il collasso del Fronte della Crimea di Kozlov, che fu completamente annientato per il 20 maggio seguente con circa 147.000 prigionieri presi dai tedeschi.
Con le retrovie sicure, von Manstein poté dedicarsi quindi a Sebastopoli: la città fu pesantemente bombardata dal cielo e da terra a partire dal 2 giugno, con l'impiego anche di grossi calibri come il cannone ferroviario 80 cm K (E) o i mortai d'assedio Karl-Gerät, prima che i reparti tedeschi e romeni iniziassero il loro assalto il 7 giugno seguente. Lo scontro fu molto duro e sanguinoso, ma le forze dell'Asse riuscirono infine ad aprire una grossa breccia nelle difese sovietiche il 19 giugno; i combattimenti proseguirono intensi fin verso il 4 luglio, quando le ultime sacche di resistenza sovietiche infine capitolarono dopo un assedio durato 248 giorni. Gravemente indebolita dalle dure perdite subite nella conquista di Sebastopoli, l'11. Armee fu relegata a compiti di occupazione in Crimea e molte delle sue divisioni furono trasferite ad altre armate; dopo il lancio da parte dei sovietici dell'operazione Urano sul fronte di Stalingrado, il 20 novembre 1942 von Manstein fu destinato al comando del costituendo Heeresgruppe Don, il quale assorbì i resti della struttura dell'11. Armee che fu quindi sciolta.

### La seconda formazione
L'11. Armee fu riattivata ufficialmente il 26 gennaio 1945 in Pomerania, nell'ambito dell'Heeresgruppe Weichsel di Heinrich Himmler: agli ordini del SS-Obergruppenführer Felix Steiner, a causa dell'alta concentrazione di formazioni corazzate delle Waffen-SS l'unità fu designata anche non ufficialmente come SS Panzer-Armeeoberkommando 11 ("11ª Armata corazzata delle SS"), oltre che come "Armeegruppe Steiner" o "Armee-Abteilung Steiner". Sulla carta l'armata risultava possedere una forza cospicua, con il XXXIX. Panzerkorps del generale Karl Decker e il III SS-Panzerkorps (germanisches) del SS-Obergruppenführer Matthias Kleinheisterkamp che potevano allineare due divisioni corazzate e cinque meccanizzate, ma benché i carri armati a disposizione fossero numerosi mancavano di munizioni e soprattutto di carburante per operazioni prolungate.
Il 15 febbraio 1945 l'11. Armee fu impiegata nel corso dell'operazione Solstizio, un contrattacco organizzato nei pressi di Stargard dall'Heeresgruppe Weichsel contro le forze sovietiche avanzati in Pomerania: l'azione doveva alleggerire la pressione nemica verso Berlino, ma dopo un iniziale successo le unità corazzate tedesche finirono impantanate nel fango causato da un disgelo improvviso e le molto più numerose forze sovietiche furono rapidamente in grado di ristabilire la situazione. Alla fine di febbraio gran parte delle unità corazzate della 11. Armee fu trasferita alla 3. Panzerarmee schierata sulle alture di Seelow a difesa della capitale tedesca; l'11. Armee fu posta nella riserva dell'Heeresgruppe Weichsel, ma senza truppe assegnate.
L'armata fu riattivata il 2 aprile 1945 agli ordini del generale Otto Hitzfeld, sostituito già l'8 aprile con il generale Walther Lucht: alle dipendenze dell'Oberbefehlshaber West, l'armata fu schierata nel settore di Kassel per prendere parte alle operazioni sul fronte occidentale ma i suoi tre corpi d'armata non erano più che unità improvvisate, composte da kampfgruppe creati da divisioni esistenti ormai più che altro sulla carta. L'11. Armee si batté contro la Third Army statunitense lungo il corso del fiume Weser, ripiegando poi sulle montagne dello Harz; il 21 aprile i resti dell'armata si arresero poi ai reparti statunitensi.

## Ordine di battaglia
Giugno 1941
- 22. Infanterie-Division
- XI. Armeekorps - generale Joachim von Kortzfleisch
  - 76. Infanterie-Division
  - 239. Infanterie-Division
- XXX. Armeekorps - generale Hans von Salmuth
  - 198. Infanterie-Division
  - Divizia 14 Infanterie (Romania)
  - Brigada 5 Cavalerie (Romania)
- LIV. Armeekorps - generale Erik Hansen
  - 50. Infanterie-Division
  - 170. Infanterie-Division

Febbraio 1945
- 163. Infanterie-Division (un kampfgruppe)
- Stellvertretendes II. Armeekorps (Wehrkreis II)
  - 9. Fallschirmjäger-Division
  - Gruppe Denecke
  - Kommandant Verteidigungsbereich Stettin
  - Kommandant Verteidigungsbereich Swinemünde
- XXXIX. Panzerkorps - generale Karl Decker
  - Panzer-Division Holstein
  - 28. SS-Freiwilligen-Grenadier-Division der SS "Wallonien"
  - 10. SS-Panzer-Division "Frundsberg"
  - 4. SS-Polizei-Panzergrenadier-Division
- III SS-Panzerkorps (germanisches) - SS-Obergruppenführer Matthias Kleinheisterkamp
  - 27. SS-Freiwilligen-Grenadier-Division "Langemarck"
  - 11. SS Freiwilligen-Panzergrenadier-Division "Nordland"
  - 23. SS-Freiwilligen-Panzergrenadier-Division "Nederland"
  - 281. Infanterie-Division
- Korpsgruppe Munzel
  - Panzergrenadier-Division Großdeutschland
  - Führer-Begleit-Division
- X SS-Armeekorps - SS-Obergruppenführer Erich von dem Bach-Zelewski
  - Divisionsstab z.b.V. 402
  - 5. Jäger-Division

Giugno 1942
- XXX. Armeekorps - generale Maximilian Fretter-Pico
  - 28. Leichte Infanterie-Division
  - 72. Infanterie-Division
  - 170. Infanterie-Division
- LIV. Armeekorps - generale Erik Hansen
  - 22. Infanterie-Division
  - 24. Infanterie-Division
  - 50. Infanterie-Division
  - 132. Infanterie-Division
- Corpul Vânătorilor de Munte - generale Gheorghe Avramescu
  - Divizia 18 Infanterie (Romania)
  - Divizia 1 Vânători de munte (Romania)

Aprile 1945
- LXVI. Armeekorps - generale Hermann Flörke
  - 116. Panzer-Division (un kampfgruppe)
  - 9. Panzer-Division (un kampfgruppe)
  - SS-Panzerbrigade Westfalen
  - 277. Volks-Grenadier-Division (resti)
- Stellvertretendes IX. Armeekorps (Wehrkreis IX)
  - 26. Volks-Grenadier-Division (un kampfgruppe)
  - 236. Volks-Grenadier-Division (un kampfgruppe)
- LXVII. Armeekorps - generale Otto Hitzfeld
  - quattro kampfgruppe

## Comandanti
- Generaloberst Eugen Ritter von Schobert – 5 ottobre 1940 - 11 settembre 1941
- Generalfeldmarschall Erich von Manstein – 12 settembre 1941 - 20 novembre 1942
- SS-Obergruppenführer Felix Steiner – 28 gennaio - 5 marzo 1945
- General der Infanterie Otto Hitzfeld – 2 - 8 aprile 1945
- General der Artillerie Walther Lucht – 8 - 21 aprile 1945